# Emilia Malessa
Emilia Marcelina Malessa, ps. Marcysia, Miłasza, Krukowska (ur. 13 lutego?/26 lutego 1909, zm. 5 czerwca 1949 w Warszawie) – kapitan Armii Krajowej, powstaniec warszawski, Dama Orderu Virtuti Militari V klasy.
Znana jest powszechnie jako Emilia Malessa. Używała również nazwisk Malessa-Piwnik i Malessa-Staniul. Jej głównym pseudonimem była „Marcysia”, znana była również pod pseudonimami „Miłasza”, „Maniuta”. Podczas okupacji nosiła kilka nazwisk konspiracyjnych: Dembowska Emilia, Janicka Kamila, Junicka Kamila, Kucharska Kamila, Oburzyńska Melania, Przybylska Janina, Westwalewicz Emilia, Wroczyńska Ludwika.

## Życiorys
Urodziła się w Rostowie 13 lutego 1909 roku. Jej rodzicami byli Władysław Izdebski i Maria z domu Krukowska. Maria Izdebska była pianistką i nauczycielką w szkole muzycznej, Władysław Izdebski pracował jako urzędnik skarbowy. Miała czterech braci: Romana i Juliana (polegli na wojnie polsko-bolszewickiej w 1920) oraz Aleksandra i Władysława (zginęli na Zachodzie), a także przyrodnią siostrę Janinę zam. Boryszkiewiczową. Po przyjeździe do Polski w 1924 uczyła się w Szkole Handlowej Polskiej Macierzy Szkolnej w Łucku, gdzie w 1928 uzyskała dyplom. Przez pewien czas pracowała w Głównym Urzędzie Statystycznym w Warszawie, po czym wyjechała do Gdyni. 12 sierpnia 1939 poślubiła Stanisława Malessę. Tuż przed wojną odbyła szkolenie w ramach Przysposobienia Wojskowego Kobiet.

### II wojna światowa

#### Wybuch wojny
Brała udział w kampanii wrześniowej 1939. Organizowała lotne punkty dożywiania i punkty sanitarne przy 19 Dywizji Piechoty. Po kapitulacji Warszawy dotarła do granicy z Rumunią, skąd wróciła do Warszawy. 19 października 1939 została zaprzysiężona do Służby Zwycięstwu Polski (SZP) przez ppłk. Tadeusza Rudnickiego. Przydzielono ją do działu V-K (łączności konspiracyjna przy KG-SZP).

#### „Zagroda”
Była członkiem Związku Walki Zbrojnej, a potem Armii Krajowej (AK). Do końca niemieckiej okupacji była szefem działu łączności zagranicznej „Zagroda” (wcześniej znanej pod nazwami: „Zenobia”, „Łza”, „Załoga”) w Wydziale V Komendy Głównej AK. Pracę nad stworzeniem systemu łączności zagranicznej zajęły Malessie cały 1940 rok. Zorganizowany i kierowany przez nią dział utrzymywał łączność pocztowo-kurierską kraju ze Sztabem Naczelnego Wodza i z polskimi ośrodkami na terenie Europy. Zastępczyniami Malessy były: Wanda Klimaszewska-Fillerowa ps. „Dziunia” (do listopada 1943, gdy została złapana, a następnie rozstrzelana przez Gestapo), Helena Rudzińska ps. „Dorota”, Elżbieta Zawacka ps. „Zo”, Anna Kulesza ps. „Anna”. Według Elżbiety Zawackiej, w centrali „Zagrody” pracowało ogółem 49 osób (z czego 31 to kobiety).
W marcu 1943 roku „Zagroda” ucierpiała w wyniku tzw. wsypy Jaracha (zdrady żołnierza „Jaracha”, współpracującego z gestapo żołnierza o nieustalonej tożsamości, prawdopodobnie nazywającego się Rudolf Zazdel vel Zażdel vel Zażdek). W grudniu 1943 roku współpracujący z Gestapo Jerzy Wojnowski ps. „Motor” zdradził wielu partyzantów podległych Janowi Piwnikowi ps. „Ponury”. Wśród przekazanych Niemcom informacji „Motor” wyjawił adres Malessy (prawdopodobnie ul. Królewska w Warszawie). Na skutek ostrzeżenia ze strony sąsiada Malessa uniknęła aresztowania. Za zdradę „Motor” został skazany przez Augusta Emila Fieldorfa ps. „Nil” na karę śmierci przez rozstrzelanie. Wyrok wykonano.

#### Jan Piwnik ps. „Ponury”
27 listopada 1943 roku „Marcysia” wyszła za mąż za „Ponurego”. Nieznane są okoliczności, w jakich „Marcysia” poznała się z „Ponurym”. Według wersji pisarza i historyka Cezarego Chlebowskiego „Marcysia” poznała „Ponurego” tuż po jego skoku pod Łyszkowicami, gdy „Marcysia” miała za zadanie przewieźć cichociemnych w bezpieczne miejsce. Chlebowski powoływał się na rozmowę z mjr. Eugeniuszem Kaszyńskim ps. „Nurt”, współpracownikiem „Ponurego”. Wersję tę neguje Marek Jedynak z Delegatury Instytutu Pamięci Narodowej w Katowicach uważając ją za całkowicie zmyśloną. Inna wersja podaje, że „Ponury” poznał „Marcysię” trzy dni po skoku, gdy udał się do Warszawy. Według trzeciej relacji „Ponury” i „Marcysia” poznali się w grudniu 1941 roku w odbiorczej komórce transportu lotniczego w Oddziale V KG AK (tzw. Syrena). W marcu 1943 roku „Ponury” rozpoczął formowanie oddziału partyzanckiego, po czym wyjechał w Góry Świętokrzyskie. Para utrzymywała ze sobą kontakt. Ślub odbył się w kościele ewangelicko-reformowanym przy ul. Leszno w Warszawie. Para zawarła związek małżeński pomimo tego, że Emilia Malessa nie miała rozwodu ze Stanisławem Malessą. Aby rozwiązać ten problem, „Marcysia” i „Ponury” zdecydowali się wziąć ślub u ewangelików, gdzie małżeństwo nie jest uznawane za sakrament. Dodatkowo „Marcysia” przyjęła nową wiarę. Kilka dni po ślubie „Ponury” opuścił Warszawę. Na skutek konfliktów w styczniu 1944 roku „Ponury” został odwołany z dowództwa Zgrupowań Partyzanckich, w następnych miesiącach wyjechał do Okręgu AK Nowogródek. 16 czerwca 1944 roku „Ponury” zginął podczas walk pod Jewłaszami.

#### Powstanie warszawskie
Podczas powstania warszawskiego jako ważny członek KG AK trafiła do tzw. III rzutu konspiracyjnego. Jej członkowie mieli nie brać udziału w zadaniach bojowych ani ujawniać tożsamości. W tym czasie do „Marcysi” został delegowany kpt. Kazimierz Bilski ps. „Rum”, który miał pomóc jej w odbudowie Centrali „Zagrody”. Wbrew zaleceniom oboje ujawnili się dobrowolnie. Podczas powstania „Marcysia” zajmowała się sprawami organizacyjnymi Centrali. Została przez Stanisława Wiktora Steczkowskiego ps. „Zagończyk” mianowana szefową kancelarii nowej jednostki bojowej, odpowiedzialnej za organizację łączności pocztowo-kurierskiej. 23 września 1944 roku została odznaczona przez gen. Tadeusza Bora-Komorowskiego Krzyżem Srebrnym Orderu Wojennego Virtuti Militari (L.87 l/BP) za całokształt pracy konspiracyjnej i udział w walkach. Tego samego dnia awansowała na stopień kapitana.
Podczas powstania Malessa zaopiekowała się czteroletnim Michałem Westwalewiczem, siostrzeńcem Aliny Nowakowej. Rodzice Westwalewicza zmarli przed 1943 rokiem. W następnych latach Westwalewicz był nieformalnie jej przybranym dzieckiem. Westwalewicz był przez Malessę nazywany Siunią.

#### Ostatnie miesiące wojny
Po kapitulacji powstańców (3 października 1944) wyszła z Warszawy z ludnością cywilną przez obóz przejściowy Dulag 121 Pruszków. Dotarła do Krakowa, gdzie działała w odtwarzanej tam Komendzie Głównej AK. Po 19 stycznia 1945 (data rozwiązania AK) została członkiem ścisłego sztabu Delegatury Sił Zbrojnych na Kraj (zajmowała się nadal łącznością z zagranicą; pomagała w przerzucie do kraju kpt. Jana Nowaka-Jeziorańskiego) oraz członkiem I Zarządu Głównego Zrzeszenia Wolność i Niezawisłość (WiN).
16 października 1945 poprosiła przełożonych o zgodę na zakończenie działalności konspiracyjnej. Jej zwierzchnicy wyrazili zgodę oraz nakazali jej zdanie obowiązków następcy do 5 listopada.

### Aresztowanie przez Ministerstwo Bezpieczeństwa Publicznego
31 października 1945 została aresztowana. W areszcie, uwierzywszy szefowi Departamentu Śledczego MBP Józefowi Różańskiemu, że żadna z ujawnionych osób nie będzie aresztowana i osądzona, podjęła decyzję o ujawnieniu członków i przywódców I Komendy Zrzeszenia Wolność i Niezawisłość. Po aresztowaniach, będąc nadal w więzieniu, na znak protestu przeciw niedotrzymaniu słowa przez Różańskiego, rozpoczęła strajk głodowy. Od 4 stycznia do 3 lutego 1947 toczył się jej proces przed Wojskowym Sądem Rejonowym w Warszawie. 4 lutego 1947 skazana została na 2 lata pozbawienia wolności. Następnego dnia prezydent Bolesław Bierut ułaskawił ją. Natychmiast podjęła próby interwencji, domagając się dotrzymania umowy i uwolnienia ujawnionych przez nią żołnierzy podziemia.

### Bojkot przez część żołnierzy AK, samobójstwo
Została odrzucona i bojkotowana przez część środowiska byłych żołnierzy AK. 9 kwietnia 1949 rozpoczęła protest głodowy wobec MBP. Nie wiadomo, gdzie odbywał się jej protest. Według niepotwierdzonych informacji, w kwietniu 1949 pod progiem MBP zażyła nieokreślone silne środki, w wyniku czego została odwieziona do szpitala. Według relacji Marii Sarackiej, będącej sąsiadką Malessy, miało dojść do samozatrucia organizmu spowodowanego głodówką. 5 maja 1949 roku Malessa spotkała się z oficerem AK i członkiem WiN Józefem Rybickim prosząc go o przechowanie dokumentów i obronę dobrego imienia. 5 czerwca 1949 popełniła samobójstwo. 10 czerwca 1949 została pochowana na cmentarzu Bródnowskim. Po jej śmierci krążyła plotka mówiąca, że Malessa rzuciła się z okna na trzecim piętrze budynku MBP. Faktycznie popełniła samobójstwo poprzez zażycie środków nasennych i podcięcie sobie żył.

### Kontrowersje wokół relacji między Malessą a Różańskim
Kontrowersje wywołuje relacja między Malessą a Różańskim. Zdaniem historyka i publicysty Cezarego Chlebowskiego Malessa była zauroczona Różańskim i dlatego zeznawała na niekorzyść członków WiN. Podobne zdanie wyrażał żołnierz Zgrupowań Partyzanckich AK „Ponury” Zdzisław Rachtan ps. „Halny”. Chlebowski, choć negatywnie odnosił się do relacji pomiędzy Malessą a Różańskim, zwrócił uwagę, że wydarzenie to nie może być pretekstem do wyrażenia złego zdania o Malessie. Odmienne stanowisko wyrażał Zdzisław Rachtan, który w 2009 roku bezskutecznie próbował zablokować inicjatywę odsłonięcia na cześć Malessy tablicy pamiątkowej w Wąchocku. Według historyka Andrzeja Przewoźnika, zauroczenie Różańskim było plotką dyskredytującą Malessę. W 1984 roku Józef Rybicki stwierdził, że Malessa była ofiarą przemyślanego planu MBP. Po uświadomieniu sobie popełnionego błędu, Malessa miała świadomie odebrać sobie życie. Pogląd Rybickiego podzielił historyk Marian Marek Drozdowski podkreślając, że nie tylko Malessa załamała się podczas śledztwa. W spektaklu telewizyjnym Słowo honoru Malessę przedstawiono jako osobę, która zbyt łatwo uwierzyła Różańskiemu.
W październiku 2010 roku radny Prawa i Sprawiedliwości Wojciech Starzyński zaproponował nadanie imieniem Emilii Malessy ronda na skrzyżowaniu ulic Potockiej i Gwiaździstej na Żoliborzu. Pomysł skrytykował dziennikarz Gazety Wyborczej Jarosław Osowski podkreślając, że Malessa współpracowała z MBP i jest odpowiedzialna za aresztowanie żołnierzy WiN. Na prośbę Zespołu Nazewnictwa Miejskiego Światowy Związek Żołnierzy Armii Krajowej wydał opinię, według której nie było żadnych przesłanek do „podważania szlachetności i bezinteresowności Emilii Malessy”. Propozycję nadania rondu im. Emilii Malessy odrzucili radni Żoliborza na drodze głosowania.

### Ponowny pogrzeb
19 września 2005, staraniem podkomendnych Emilii Malessy, odprawiono w katedrze polowej Ordynariatu Polowego Wojska Polskiego uroczystą mszę świętą. Urnę z jej szczątkami przeniesiono do Panteonu Żołnierzy Polski Walczącej na Cmentarzu Wojskowym na Powązkach w Warszawie. Inicjatorką pochowania Malessy na Cmentarzu Wojskowym na Powązkach była Elżbieta Zawacka. Ze względu na jej ówczesny wiek (95 lat) procedurami związanymi z drugim pochówkiem zajęła się Irena Makowska, łączniczka podczas powstania warszawskiego, wybrana przez Zawacką na jej pełnomocniczkę.

## Emilia Malessa w kulturze
- 19 marca 2007 roku miała miejsce premiera spektaklu telewizyjnego pt. „Słowo honoru” reż. Krzysztofa Zaleskiego, opowiadający o powojennych losach Emilii Malessy. W rolę Malessy wcieliła się Maria Pakulnis[40].

## Upamiętnienia
- W 2006 roku w kaplicy Matki Boskiej Świętokrzyskiej w Kałkowie-Godowie odsłonięto tablicę poświęconą Emilii Malessie. Tablicę ufundowała Irena Makowska[36].
- We wrześniu 2009 roku w Wąchocku została odsłonięta tablica poświęcona Emilii Malessie. Jej fundatorem był Mieczysław Sokołowski[41]. Pierwotnie została odsłonięta w krużganku klasztoru cystersów, w czerwcu 2010 roku postawiono ją w Panteonie Polskiego Państwa Podziemnego w Wąchocku[36].

## Odznaczenia
Była odznaczona Krzyżem Virtuti Militari V klasy (Rozkazem Dowódcy AK Tadeusza Bór-Komorowskiego z 23 września 1944), Krzyżem Walecznych (1943), Złotym Krzyżem Zasługi z Mieczami (3 października 1944), pośmiertnie Medalem Wojska (czterokrotnie) i Krzyżem Armii Krajowej.